# Yanjing-Universität
Die Yanjing-Universität (燕京大学, Yānjīng Dàxué) war eine bedeutende Universität mit christlichem Hintergrund in Peking, welche von 1916 bis 1949 existierte.
Die Universität entstand durch den Zusammenschluss dreier christlicher Hochschulen in China, nämlich
- Peking-Universität bzw. Huiwen-Universität (汇文大学), die bereits 1889 durch die Bischöfliche Methodistenkirche gegründet worden war.
- die vereinigte Hochschule Tongzhou (通州协和大学)
- die vereinigte Frauenhochschule von Nordchina (华北协和女子大学), deren Vorgängereinrichtung aus dem Jahre 1864 stammte.

In der Universität, die ursprünglich mit dem Namen Peking-Universität gegründet wurde, herrschten in den Anfangsjahren chaotische Zustände, die darauf zurückzuführen waren, dass sie von mehreren Kirchen finanziert wurde. Im Jahre 1919 übernahm John Leighton Stuart, der spätere US-Botschafter in Peking, die Position des Rektors und benannte die Einrichtung in Yanjing-Universität um. Er vermochte, amerikanische Finanzquellen (etwa Charles Martin Hall und einen Verlag) zu erschließen und konnte so kaiserliche Gärtner anstellen, um den Campus zu gestalten. 
Die Bildungsschwerpunkte der Universität lagen in Theologie, Recht und Medizin, wozu in den späten 1920er Jahren Künste und Naturwissenschaften kamen. 1928 kam es zur Gründung der heute noch auf dem Harvard-Campus existierenden, rechtlich wie finanziell unabhängigen Harvard-Yenching Institutes durch die Yanjing- und die Harvard-Universität. In den 1930er Jahren war die Yanjing-Universität eine der Spitzenuniversitäten Chinas. In der Lehre herrschte große akademische Freiheit. Während des zweiten chinesisch-japanischen Krieges wurde Peking durch japanische Truppen besetzt; die Universität wurde nach Chengdu (Sichuan) evakuiert.
Nach der Gründung der kommunistischen Volksrepublik China wurde die Universität mit ihrem christlichen Hintergrund geschlossen und mit der Peking-Universität verschmolzen. Drei Jahre später (1952) wurde der Campus der Peking-Universität auf das Gebiet der früheren Yanjing-Universität im Stadtbezirk Haidian verlegt.